# Europacup I 1963/64
De negende editie van de Europacup I werd door Internazionale gewonnen tegen het Spaanse Real Madrid CF.
31 teams namen deel waaronder 30 kampioenen, AC Milan was als titelverdediger rechtstreeks geplaatst.

## Voorronde
| Team #1          | Tot.   | Team #2              | 1ste wed | 2de wed | Playoff |
| ---------------- | ------ | -------------------- | -------- | ------- | ------- |
| Everton FC       | 0 - 1  | Internazionale       | 0 - 0    | 0 - 1   |         |
| AS Monaco        | 8 - 3  | AEK Athene           | 7 - 2    | 1 - 1   |         |
| Haka Valkeakoski | 4 - 5  | Jeunesse Esch        | 4 - 1    | 0 - 4   |         |
| FK Partizan      | 6 - 1  | Anorthosis Famagusta | 3 - 0    | 3 - 1   |         |
| Górnik Zabrze    | 1 - 1  | FK Austria Wien      | 1 - 0    | 0 - 1   | 2 - 1   |
| AS Dukla Praag   | 8 - 0  | Valletta FC          | 6 - 0    | 2 - 0   |         |
| Distillery FC    | 3 - 8  | SL Benfica           | 3 - 3    | 0 - 5   |         |
| SFK Lyn Oslo     | 3 - 7  | Borussia Dortmund    | 2 - 4    | 1 - 3   |         |
| Dundalk FC       | 2 - 4  | FC Zürich            | 0 - 3    | 2 - 1   |         |
| Galatasaray SK   | 4 - 2  | Ferencvárosi TC      | 4 - 0    | 0 - 2   |         |
| Partizan Tirana  | 2 - 3  | Spartak Plovdiv      | 1 - 0    | 1 - 3   |         |
| Esbjerg fB       | 4 - 11 | PSV                  | 3 - 4    | 1 - 7   |         |
| Standard Luik    | 1 - 2  | IFK Norrköping       | 1 - 0    | 0 - 2   |         |
| Dinamo Boekarest | 3 - 0  | SC Motor Jena        | 2 - 0    | 1 - 0   |         |
| Rangers FC       | 0 - 7  | Real Madrid CF       | 0 - 1    | 0 - 6   |         |

- AC Milan was vrij in de voorronde.

## Eerste ronde
| Team #1          | Tot.  | Team #2           | 1ste wed | 2de wed | Playoff      |
| ---------------- | ----- | ----------------- | -------- | ------- | ------------ |
| Górnik Zabrze    | 3 - 4 | AS Dukla Praag    | 2 - 0    | 1 - 4   |              |
| SL Benfica       | 2 - 6 | Borussia Dortmund | 2 - 1    | 0 - 5   |              |
| Jeunesse Esch    | 4 - 7 | FK Partizan       | 2 - 1    | 2 - 6   |              |
| Internazionale   | 4 - 1 | AS Monaco         | 1 - 0    | 3 - 1   |              |
| Spartak Plovdiv  | 0 - 1 | PSV               | 0 - 1    | 0 - 0   |              |
| FC Zürich        | 2 - 2 | Galatasaray SK    | 2 - 0    | 0 - 2   | 2 (toss) - 2 |
| Dinamo Boekarest | 4 - 8 | Real Madrid CF    | 1 - 3    | 3 - 5   |              |
| IFK Norrköping   | 3 - 6 | AC Milan          | 1 - 1    | 2 - 5   |              |

## Kwartfinale
| Team #1        | Tot.  | Team #2           | 1ste wed | 2de wed |
| -------------- | ----- | ----------------- | -------- | ------- |
| AS Dukla Praag | 3 - 5 | Borussia Dortmund | 0 - 4    | 3 - 1   |
| FK Partizan    | 1 - 4 | Internazionale    | 0 - 2    | 1 - 2   |
| PSV            | 2 - 3 | FC Zürich         | 1 - 0    | 1 - 3   |
| Real Madrid CF | 4 - 3 | AC Milan          | 4 - 1    | 0 - 2   |

## Halve finale
| Team #1           | Tot.  | Team #2        | 1ste wed | 2de wed |
| ----------------- | ----- | -------------- | -------- | ------- |
| Borussia Dortmund | 2 - 4 | Internazionale | 2 - 2    | 0 - 2   |
| FC Zürich         | 1 - 8 | Real Madrid CF | 1 - 2    | 0 - 6   |

## Finale
| Team #1        | Res.  | Team #2        |
| -------------- | ----- | -------------- |
| Internazionale | 3 - 1 | Real Madrid CF |

## Kampioen
| Europacup I – Seizoen 1963/64 |
| ----------------------------- |
| Internazionale 1ste titel     |